# Pýla
Pour les articles homonymes, voir Pyla (homonymie).
Pýla (grec moderne : Πύλα ; turc : Pile) est un village du district de Larnaca, à Chypre. Il est situé au bord de la mer Méditerranée, dans la baie de Larnaca, et son territoire est habité depuis longtemps, avec notamment un site archéologique datant de l’âge du bronze. Il est devenu l'un des rares villages situés également dans la zone tampon des Nations unies. 

## Localisation géographique
Pýla est situé dans la partie orientale de l'île, au bord de la mer Méditerranée, dans la baie de Larnaca, à côté de la zone de souveraineté britannique de Dhekelia, base militaire souveraine des forces armées britanniques.

## Histoire

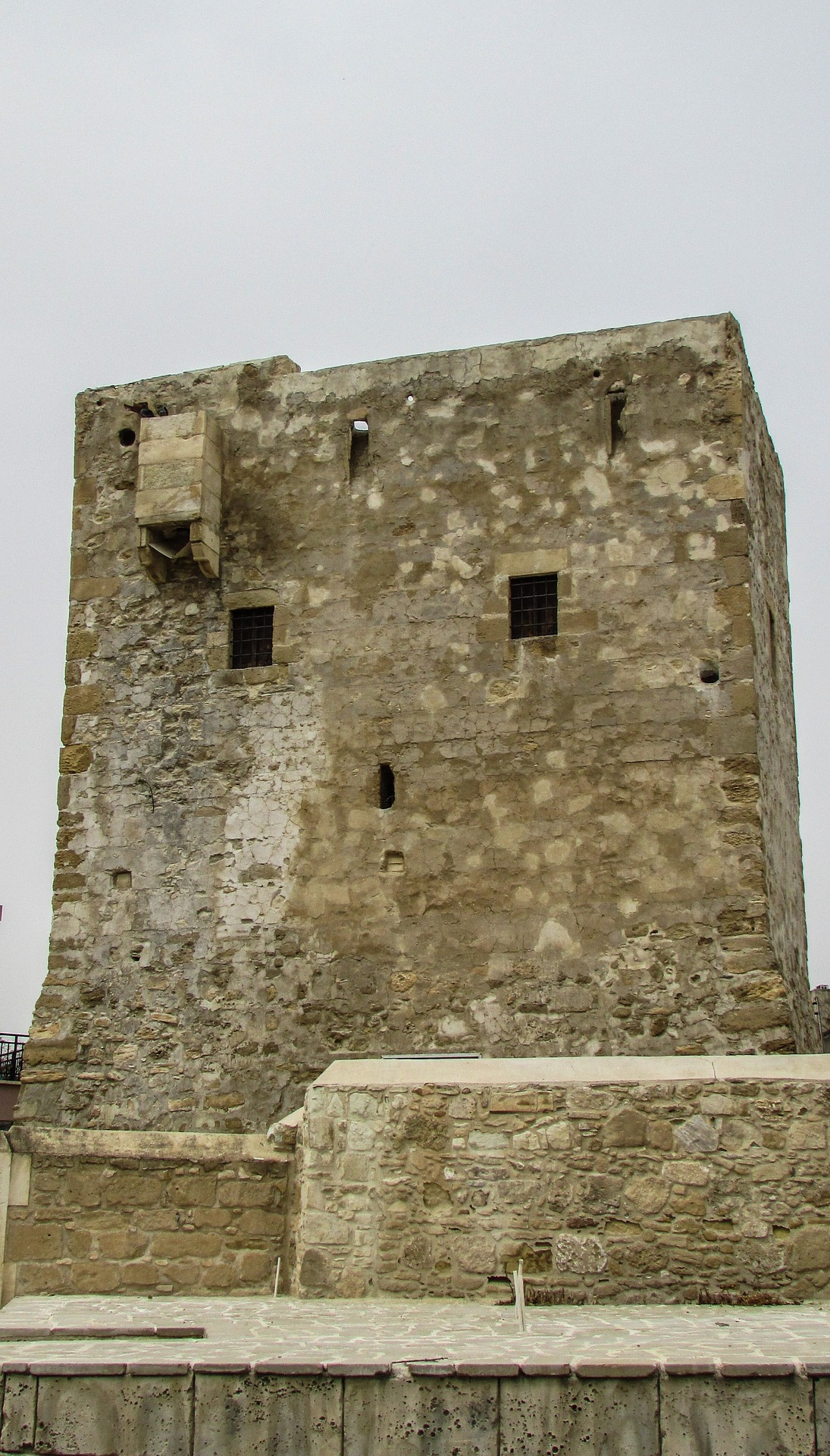
Tour médiévale de Pýla

Pýla est l'un des plus anciens villages de Chypre. Des fouilles ont révélé que son territoire bénéficie d’un peuplement significatif dès la fin de l’âge du bronze. Plusieurs implantations d'habitats et des tombes ont été identifiées. Des habitations, des activités artisanales et des fortifications ont été mises au jour sur le site archéologique de Pýla-Kokkinokremnos, construites vers la fin du XIIIe siècle av. J.-C. et abandonnées au cours du premier quart du XIIe siècle av. J.-C. Le caractère temporaire de cette implantation, l’architecture défensive autour de ces constructions, proche de celle de sites égéens ainsi que les artefacts trouvés sur place, comprenant des céramiques minoennes, mycéniennes, sardes, levantines et anatoliennes, ont attiré l’attention des archéologues sur cette zone, ,. Des questions se posent également sur les raisons ayant conduit à l’abandon de cette implantation, qui pourraient être liés à des changements politiques à l’origine de certaines récits homériques et bibliques.
Sur les périodes postérieures à l’âge du bronze, d’autres éléments ont été également mis au jour. Des tombes de la période hellénistique et classique ont été découvertes. Un temple d’Apollon a également été découvert en 1868 par le consul anglais (et archéologue amateur) Robert Hamilton Lang (en).
A l’intérieur du village, se dresse une tour médiévale, avec pont-levis, datant de l’époque des Lusignan, bien qu’elle soit appelée la tour des Véniciens. Cet édifice, de 3,3 m sur 7,2 m de surface au sol, sur 3 étages, est probablement une tour de guet appartenant au dispositif de surveillance des côtes,.
En 1960, l’indépendance de Chypre est acquise mais les Chypriotes concèdent à la Grande-Bretagne, qui occupe l’île depuis 1878, le droit d’y conserver une base militaire souveraine sur 256 km2 sur deux périmètres, l’un à Dhekelia, sur un territoire contiguë à Pýla, et l’autre à l’ouest de Limassol.
De mi-juillet à mi-août 1974, le débarquement de troupes turques sur l'île aboutit à un front, entre la garde nationale chypriote et l’armée turque, étendu d’est en ouest, à travers la plaine de la Mésorée, la plaine médiane de l’île. Un cessez-le-feu est obtenu en août 1974 par des intermédiaires mandatés par les Nations unies. 
Quatre villages, Pyla, Athienou, Troulloi et Deneia, sont inclus dans la zone tampon mise en place par l’ONU en 1974. Mais Pýla, du fait de la proximité de la base militaire anglaise, est restée la seule localité appartenant à cette zone tampon et ayant une population mixte, avec à l’époque environ 400 Chypriotes turcs et 800 Chypriotes grecs (les autres villages n’ont qu’une population de Chypriotes grecs). Placé sous contrôle de la force des Nations unies chargée du maintien de la paix à Chypre (l’UNFICYP), ce village est demeuré pendant plus de vingt ans un point de passage toléré entre les deux parties de Chypre, avec des échanges économiques d’intérêt local sur diverses marchandises, et pour la main d’œuvre chypriote turque travaillant pour des entreprises chypriotes grecques.
Les incidents sont rares mais peuvent être meurtriers. En 1988, un Chypriote turc qui tient à édifier une clôture pour son troupeau au sein de la zone tampon, tire avec un fusil de chasse en direction de militaires de l'ONU, qui veulent le contraindre à arrêter cette mise en place. Il blesse l’un des deux militaires grièvement et est abattu par le tir de riposte. En 1996, trois Chypriotes grecs sont tués, dont une sexagénaire chypriote grecque, militante ultra-nationaliste originaire de Pýla. Manifestations et contre-manifestations se succèdent ensuite et une centaine de Chypriotes turcs du village sont remerciés par leurs employeurs du sud. Après les incidents de 1996, les échanges se raréfient mais des filières subsistent encore. Depuis, les communautés coexistent, chacune ayant son maire, son lieu de culte, son coiffeur, son café, et son équipe de football,,. La situation juridique de la commune, qui relève théoriquement de la souveraineté de la république de Chypre, mais avec une autorité exercée par les Forces des Nations unies, crée sur des sujets tels que le prélèvement de l’eau dans les nappes phréatiques, par exemple, ou le tracé d'une route, une situation particulière pour les habitants.

## Étymologie
Le nom « Pýla » provient du mot grec « πύλη » (entrée), probablement parce que c'était le point d'entrée à la plaine de la Mésorée, en venant de la baie de Larnaca.

## Personnalités liées à la commune
- Ánna Víssi (1957), chanteuse née à Pýla.